# Cyrtanthus helictus
Cyrtanthus helictus là một loài thực vật có hoa trong họ Amaryllidaceae. Loài này được Lehm. mô tả khoa học đầu tiên năm 1839.